# The Cut
The Cut é um filme dramático de 2014 co-produzido entre a Turquia, Canadá, França, Alemanha, Itália e Polónia. Dirigida por Fatih Akın e protagonizada por Tahar Rahim, Simon Abkarian, Hindi Zahra e Kevork Malikyan, o filme foi seleccionado para competir pelo Leão Dourado na edição número 71 do Festival Internacional de Cinema de Veneza. O filme relata a vida e as experiências de um jovem arménio de nome Nazaret Manoogian, à luz do genocídio arménio e das suas repercussões em diferentes partes do mundo.

## Sinopsis
O filme começa mostrando a vida do protagonista como ferreiro, na cidade de Mardin de Nazaret Manoogian e de sua família. Ainda que Nazaret tinha suas suspeitas sobre os possíveis efeitos da Primeira Guerra Mundial e estava a considerar a possibilidade de que as minorias não muçulmanas do Império Otomano fossem recrutadas para lutar no exército, a sua família e os seus amigos tentavam ser optimistas, ainda que escutassem de vez em quando histórias de homens desaparecidos de diferentes povos. Uma noite, os soldados otomanos chegaram à sua porta e levaram-no para trabalhar para o exército numa construção de uma estrada, no meio de um área desabitada. Enquanto trabalhava ali e com o tempo, ele e os seus amigos começaram a notar que diferentes grupos de arménios transeuntes estavam a ser presos. Inclusive foram testemunhas de uma violação. Num dado momento, um oficial otomano chegou ao seu acampamento e perguntou-lhes se aceitariam converter-se ao Islão. Alguns o fizeram e outros não. O oficial e os seus colegas tomaram aos convertidos e foram-se embora. Alguns soldados e presos, recrutados unicamente para matar arménios, chegaram no dia seguinte para assassinar o resto. O preso responsável por cortar a garganta de Nazaret não pôde cortar até ao final e só fez um pequeno corte na sua garganta, perdoando milagrosamente a vida de Nazaret. No entanto, não pôde evitar ficar mudo por causa do corte.
O seu carrasco, um otomano, regressou e levou Nazaret, com quem mais tarde uniu-se numa liga composta por antigos desertores. Esta liga estava formada principalmente por turcos otomanos, com base no seu claro sotaque, mas estavam dispostos a levar Nazaret com eles, como um sinal de que o genocídio se baseava substancialmente na vontade política. Enquanto tentava sobreviver com a liga, Nazareth encontrou-se com um antigo cliente de Mardin, quem disse-lhe que os arménios sobreviventes iam a Raʾs al-ʿAin, que se converteu numa das várias cidades que Nazaret visitou para encontrar a sua família. Quando chegou à conclusão de que todos os membros da sua família tinham morrido, ficou devastado e não soube que fazer. Nesse momento conheceu um fabricante de sabões de Alepo chamado Umair Nasreddin. O fabricante de sabões proporcionou refúgio não só a Nazaret, mas também a muitos mais arménios, o que também pode se interpretar como uma metáfora: espectadores do genocídio que limpam a sua culpa ajudando às vítimas sobreviventes. É em Alepo onde Nazaret soube que as suas filhas ainda poderiam estar vivas e se dispôs às procurar primeiro no Líbano, depois em Cuba e finalmente em Ruso, Dakota do Norte, Estados Unidos.

## Elenco
- Tahar Rahim é Nazaret Manoogian
- Simon Abkarian é Krikor
- Hindi Zahra é Rakel
- Kevork Malikyan é Hagob Nakashian
- Bartu Küçükçaglayan é Mehmet
- Zein Fakhoury é Arsinée
- Dina Fakhoury é Lucinée
- Trine Dyrholm é a directora do orfanato
- Arsinée Khanjian é a senhora Nakashian
- Akin Gazi é Hrant
- George Georgiou é Vahan
- Numan Acar é Manuel
- Makram Khoury é Omar Nasreddin
- Anna Savva é a senhora Krikorian
- Lara Heller é Lucine
- Joel Jackshaw é Tom
- Andrea Hessayon é a senhora Balakian

## Recepção
O website especializado Metacritic deu ao filme uma pontuação de 56 sobre 100, baseado em sete críticas, indicando "opiniões mistas". Em Rotten Tomatoes o filme conta com uma percentagem de aprovação de 60% por parte da crítica e de 66% por parte da audiência, com um rating médio de 6.2 sobre 10.